# Passiva pronominal
La passiva pronominal és una construcció sintàctica que es forma amb la partícula «es» i el verb conjugat en veu activa i tercera persona, sigui del singular o del plural, com per exemple en la frase «Es lloguen pisos a bon preu».
Aquesta construcció té un caràcter proper a la impersonalitat (especialment en singular), ja que sovint desapareix o se sobreentén l'agent que efectua l'acció, que queda diluït dins una expressió general. Tanmateix no és una construcció impersonal perquè hi ha un subjecte que concorda amb el verb. A diferència de l’ús reflexiu (ex. jo em queixo; ell es queixa), aquí el pronom es no es pot substituir per cap altre de primera o segona persona. En català i en castellà (pasiva refleja) és una construcció més freqüent que la passiva ordinària o perifràstica, formada pel verb ser i un participi passat (ex. fou publicat), en contrast amb altres llengües.

## Complement agent
En aquestes construccions no és possible que hi hagi un complement agent com en les passives perifràstiques:
- (Incorrecte) S'han emès vots particulars pels membres del jurat.

Tanmateix, en el llenguatge administratiu o dels mitjans de comunicació a vegades s'explicita l'agent amb la locució per part de. Aquesta construcció és considerada abusiva per alguns llibres d'estil.
- (Dubtós) S'han emès vots particulars per part dels membres del jurat.